# Clasificarea statistică internațională a bolilor și a problemelor de sănătate înrudite
Clasificarea statistică internațională a bolilor și a problemelor de sănătate înrudite (în engleză International Classification of Diseases, mai cunoscută prin abrevierea ICD) este cel mai cunoscut sistem mondial de clasificare a diagnozelor din medicină. Atribuie coduri pentru clasificarea bolilor și a unei mari varietăți de semne, simptome, acuze, circumstanțe sociale, și cauze externe de leziune sau boală. Prin acest sistem, fiecare problemă de sănătate poate fi pusă într-o categorie unică și i se atribuie un cod de maximum șase caractere. Categoriile cuprind grupuri de boli asemănătoare.
Clasificarea internațională a bolilor este publicată de Organizația Mondială a Sănătății (OMS) și este folosită în toată lumea pentru statistica medicală (mortalitate, morbiditate, etc.), de sistemele de asigurări de sănătate și în aparatele electronice de automatizare a deciziilor în medicină. Acest sistem este proiectat să promoveze comparabilitatea internațională în colectarea, procesarea, clasificarea și prezentarea acestor statistici. ICD este o clasificare de bază a Familiei de clasificări internaționale a OMS (WHO-FIC).

## Istoria ICD
ICD-11 a intrat în vigoare de la 1 ianuarie 2022. Țările pot alege singure momentul de la care aplică ICD-11, ulterior datei respective.

## Bolile pe capitole
| Capitol | Notația sistematică | Denumirea                            |
| ------- | ------------------- | ------------------------------------ |
| I       | A00–B99             |                                      |
| II      | C00–D48             |                                      |
| III     | D50–D89             |                                      |
| IV      | E00–E90             |                                      |
| V       | F00–F99             | Dereglări psihice și de comportament |
| VI      | G00–G99             |                                      |
| VII     | H00–H59             |                                      |
| VIII    | H60–H95             |                                      |
| IX      | I00–I99             | Boli ale sistemului cardio-vascular  |
| X       | J00–J99             | Boli ale sistemului respirator       |
| XI      | K00–K93             | Boli ale sistemului digestiv         |
| XII     | L00–L99             | Boli dermatologice                   |
| XIII    | M00–M99             |                                      |
| XIV     | N00–N99             | Boli ale sistemului urogenital       |
| XV      | O00–O99             |                                      |
| XVI     | P00–P96             |                                      |
| XVII    | Q00–Q99             |                                      |
| XVIII   | R00–R99             |                                      |
| XIX     | S00–T98             |                                      |
| XX      | V01–Y98             |                                      |
| XXI     | Z00–Z99             |                                      |
| XXII    | U00–U89             |                                      |